# Blanche de Navara, regină a Franței
Blanche de Navara (franceză Blanche d'Évreux) (1331 – 5 octombrie 1398) a fost regină consort a Franței ca soție a regelui Filip al VI-lea al Franței.
1. 1 2  Kindred Britain
2. ↑  IdRef, accesat în 11 mai 2020